# 生江有二
生江 有二（なまえ ゆうじ、1947年9月23日- ）は、日本のノンフィクション作家。

## 略歴
福島県会津生まれ。東京都育ち。國學院大學久我山高等学校卒。明治学院大学法学部中退。雑誌記者を経て、1982年『無冠の疾走者たち』で日本ノンフィクション賞受賞。

## 著書
- 『俺たちは先生を殴った 校内暴力・"加害者"からの証言』五月社 1981　のち角川文庫
- 『無冠の疾走者たち』角川書店 1982　のち文庫
- 『つっぱりトミーの死』1982 中公新書
- 『ガダルカナルの地図 ガ島戦錯誤の進撃路』角川書店 1984
- 『ちりめん三尺ぱらりと散って 俳優金子正次33歳の光芒』文芸春秋 1987　「竜二 映画に賭けた33歳の生涯」幻冬舎アウトロー文庫)
- 『渾身・石橋凌』シンコー・ミュージック 1989
- 『気の力 いま注目の「西野流呼吸法」の世界』小学館 1990　のち文庫
- 『エジソン 光をつかまえた!』伊藤アシュラ絵 ブロンズ新社 (にんげんの物語)1990
- 『「気」いのちのエネルギー 『西野流呼吸法の真髄を求めて』主婦の友社 1992
- 『山下財宝 フィリピン黄金伝説を行く』文芸春秋 1995
- 『世界の自動車を造った男 荻原映久、50年のモノづくり人生』日刊工業新聞社(B&Tブックス)2006
- 『タスキを繋げ!』晋遊舎 2008